# Myosotis arvensis
Il non ti scordar di me minore (Myosotis arvensis (L.) Hill, 1764) è una pianta annuale erbacea della famiglia Boraginaceae.

## Descrizione
- Alta fino a 40 cm con soffici peli più o meno ad angolo retto sul fusto.[2]
- Fiori grigio-blu, di 3–5 mm di diametro fauciformi; tubo di sepali con peli a forma di uncino; fioritura da aprile ad ottobre.[3]
- Frutti maturi bruno scuri, sottili.
- calice maturo con peli per la diffusione più lunghi dei sepali; calice dendati appressati al frutto.
- Foglie basali peduncolate in rosetta basale, foglie superiori non peduncolate.
- Comune in ambienti aperti su suoli ben drenati.

## Galleria d'immagini

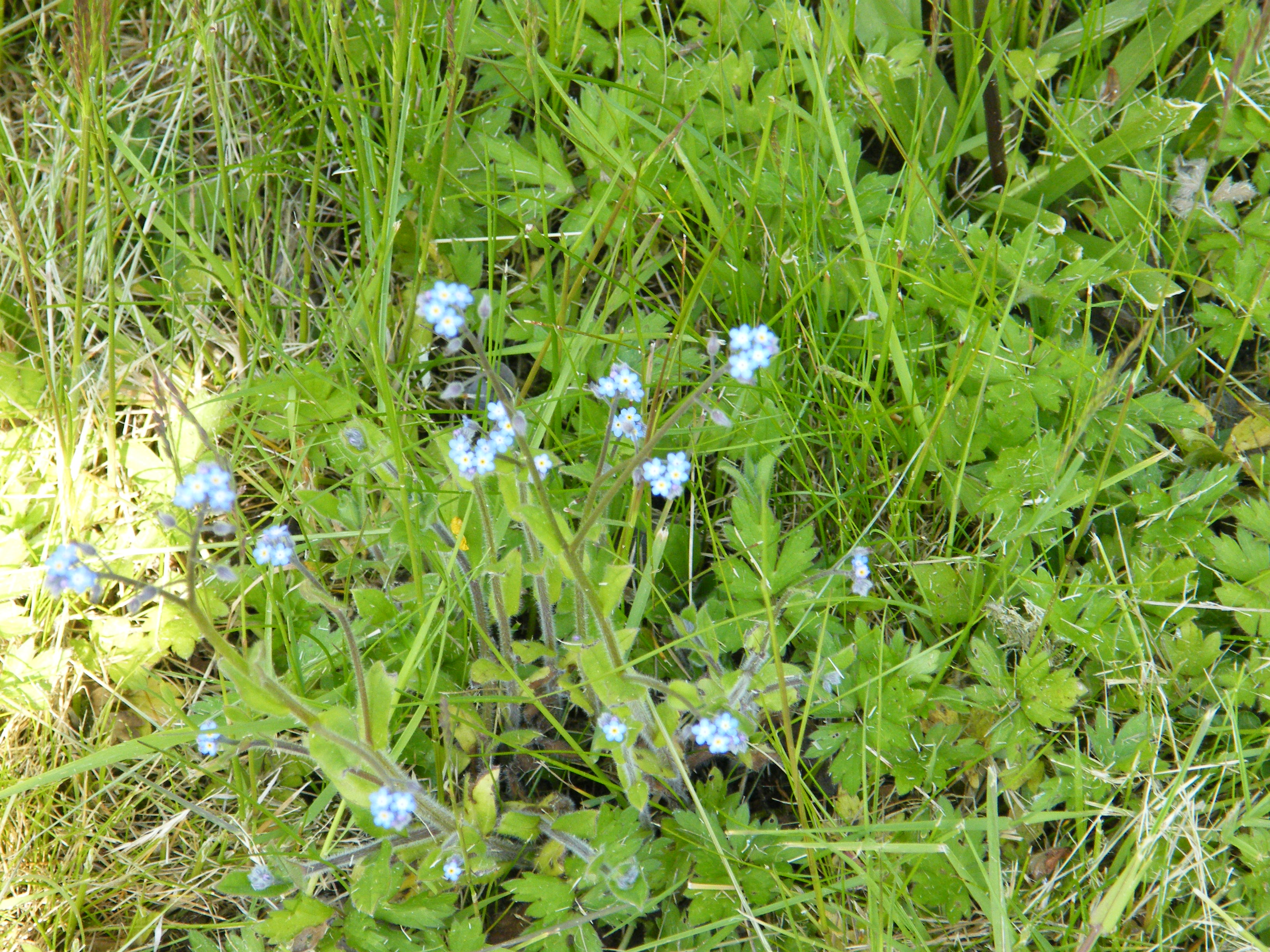
Visione d'insieme
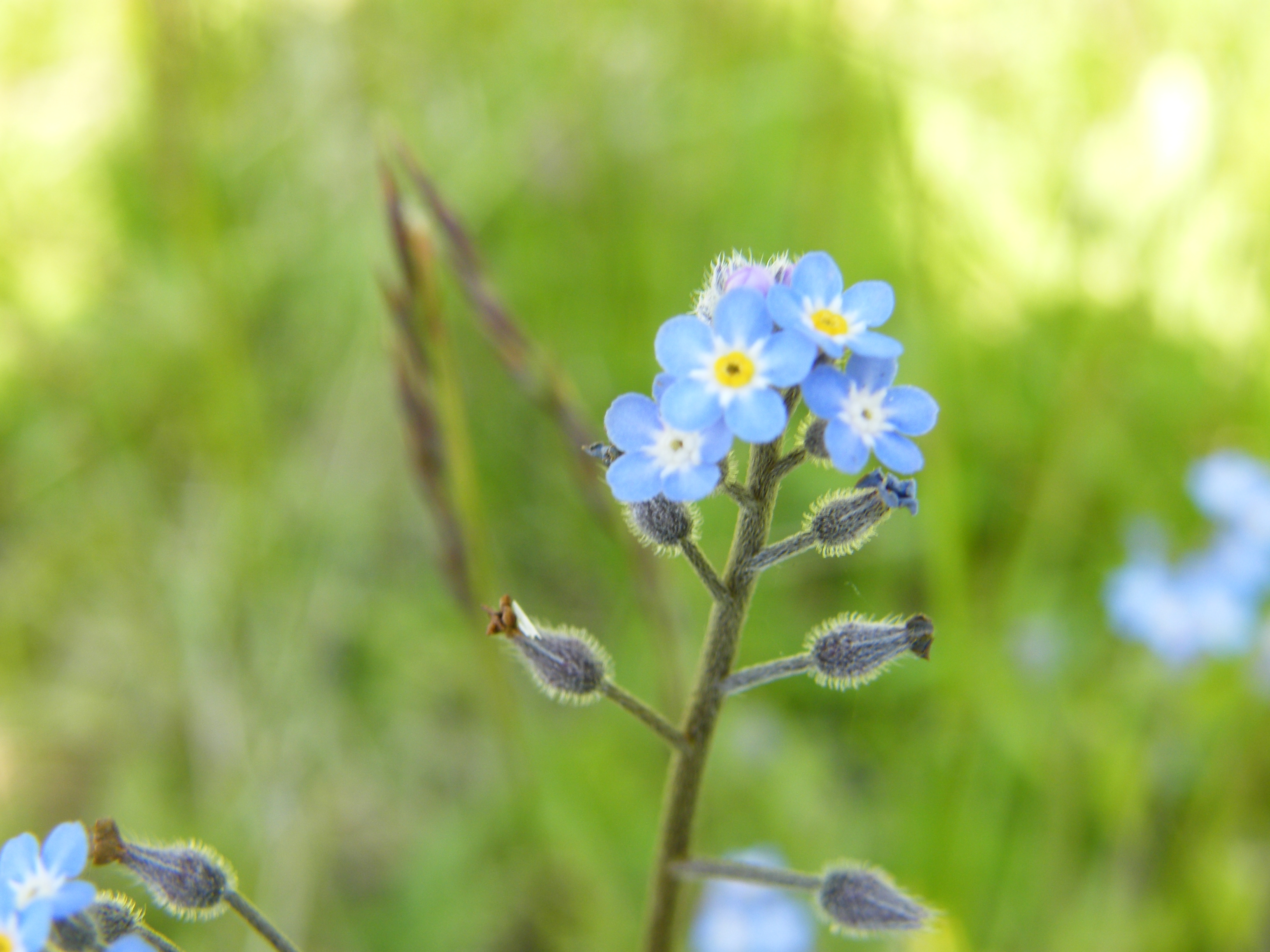
Capolino floreale
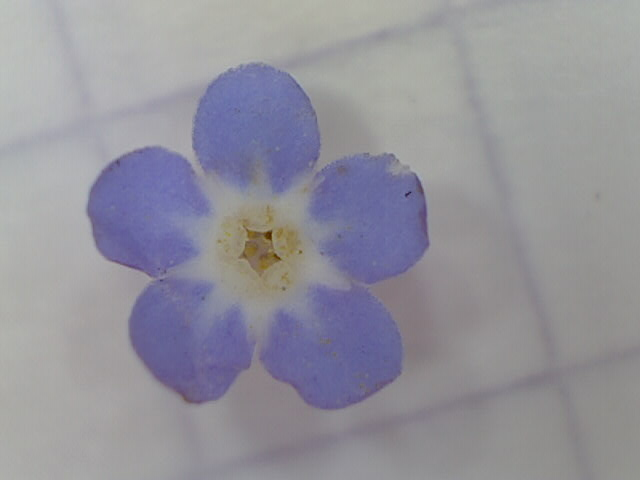
Dettaglio dei fiori con diametro fino a 5 mm
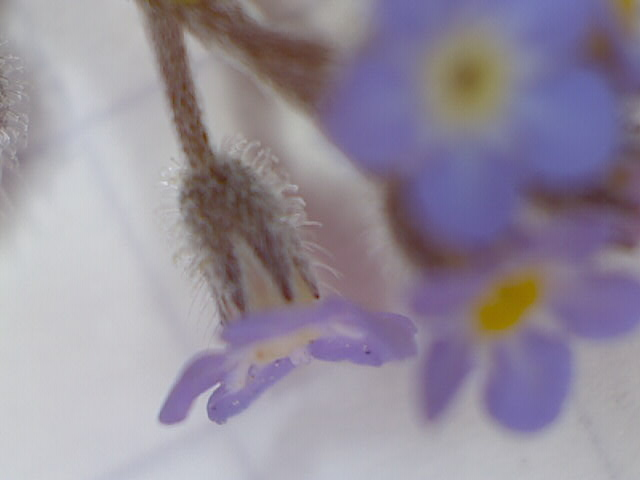
Dettaglio dei sepali con diametro fino a 5 mm
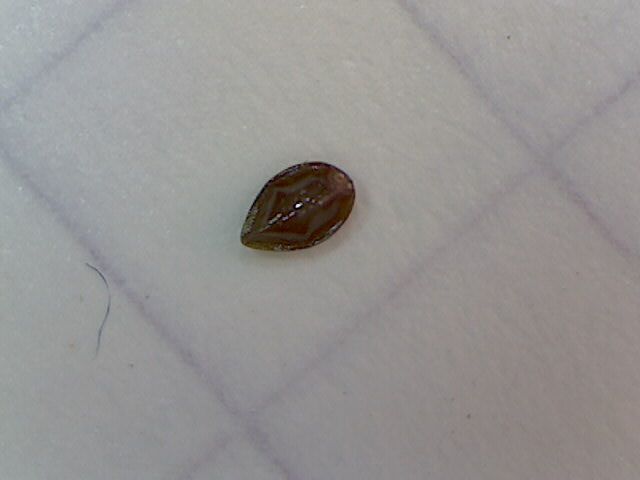
Frutto maturo con diametro fino a 5 mm
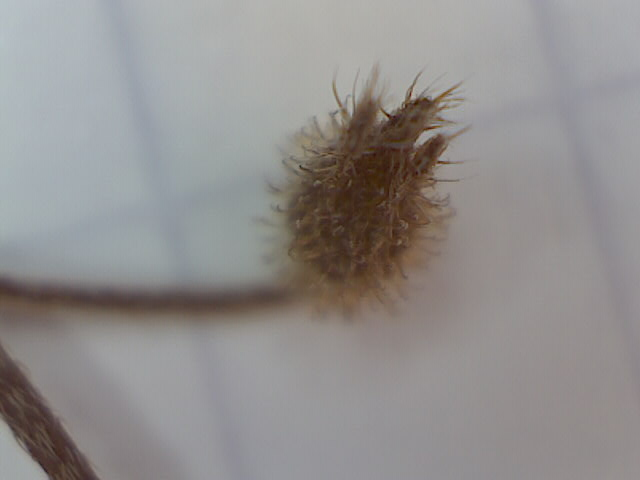
Dettaglio del calice
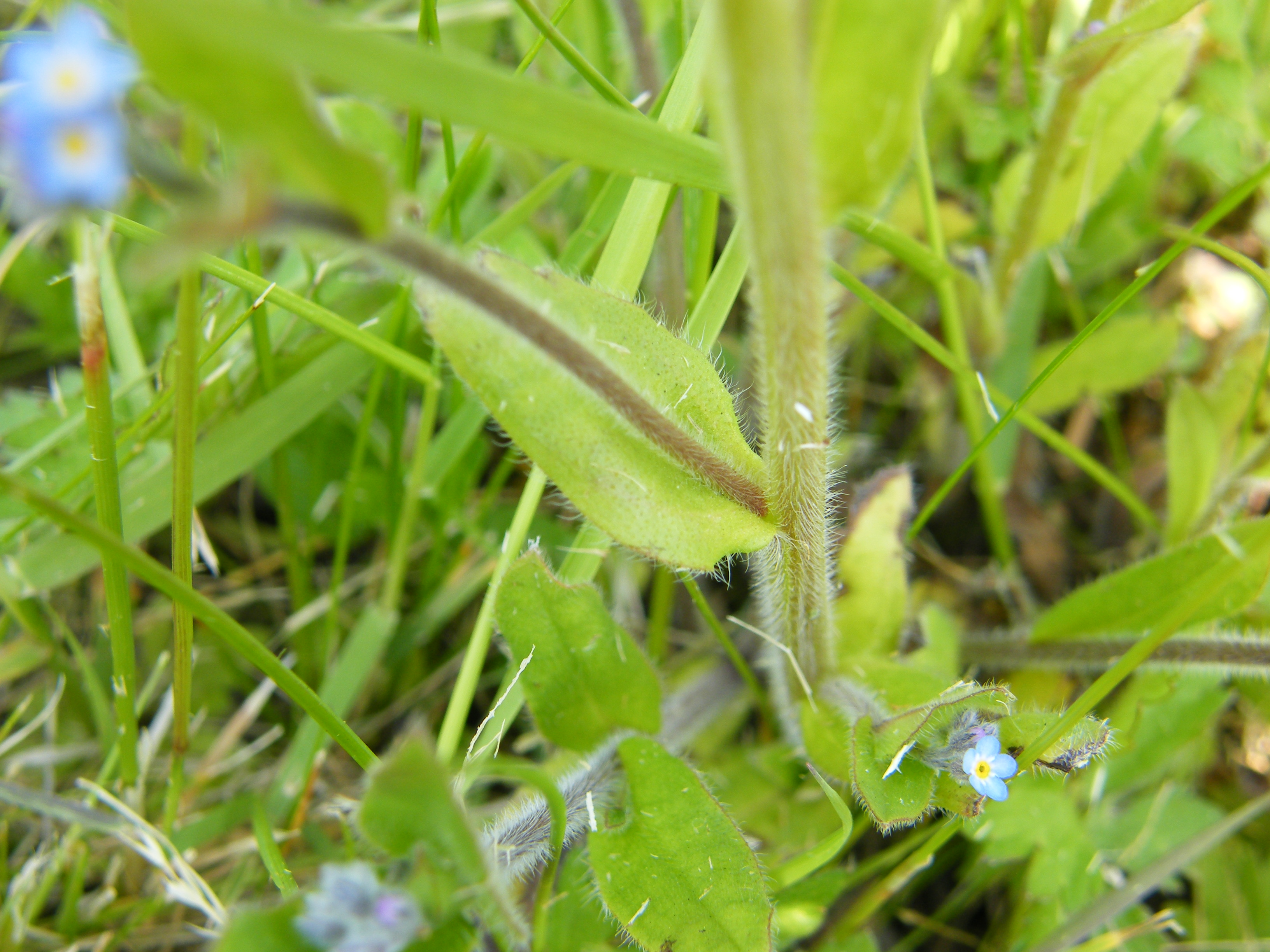
Dettaglio delle foglie del fusto